# Distichophyllum cavaleriei
Distichophyllum cavaleriei är en bladmossart som beskrevs av Thériot 1907. Distichophyllum cavaleriei ingår i släktet Distichophyllum och familjen Hookeriaceae. Inga underarter finns listade i Catalogue of Life.